# Nkroful
Nkroful ist ein Dorf in Ghana, nahe Axim im Distrikt Ellembelle der Western Region, etwa fünf Kilometer von der Küstenstraße entfernt.
In Nkroful werden Nzema und Fante neben der Verkehrssprache Englisch gesprochen. In der Nähe des Ortes finden sich Goldvorkommen.

## Persönlichkeiten
Nkroful ist berühmt als Geburtsort von Kwame Nkrumah, des ersten Präsidenten und „Gründervaters“ von Ghana. Nkrumah wurde hier am 21. September 1909 geboren, ist hier aufgewachsen und wurde nach seinem Tod im Exil 1972 hier begraben. Später wurde sein Leichnam in ein großes Mausoleum in Accra überführt. In Nkroful steht aber noch das „originale“ Nkrumah Mausoleum und ein Monument, die weiterhin Besucher anziehen. Die Regierung von Ghana hat angekündigt, mit Blick auf die Feiern zur 50-jährigen Unabhängigkeit Ghanas hier erhebliche Summen zu investieren und Nkroful zum „politischen Mekka Ghanas“ auszubauen. Zurzeit werden alle noch vorhandenen Nkrumah-Stätten in Nkroful renoviert, vom Geburtshaus bis zum Waschplatz.